# Torre de Marce

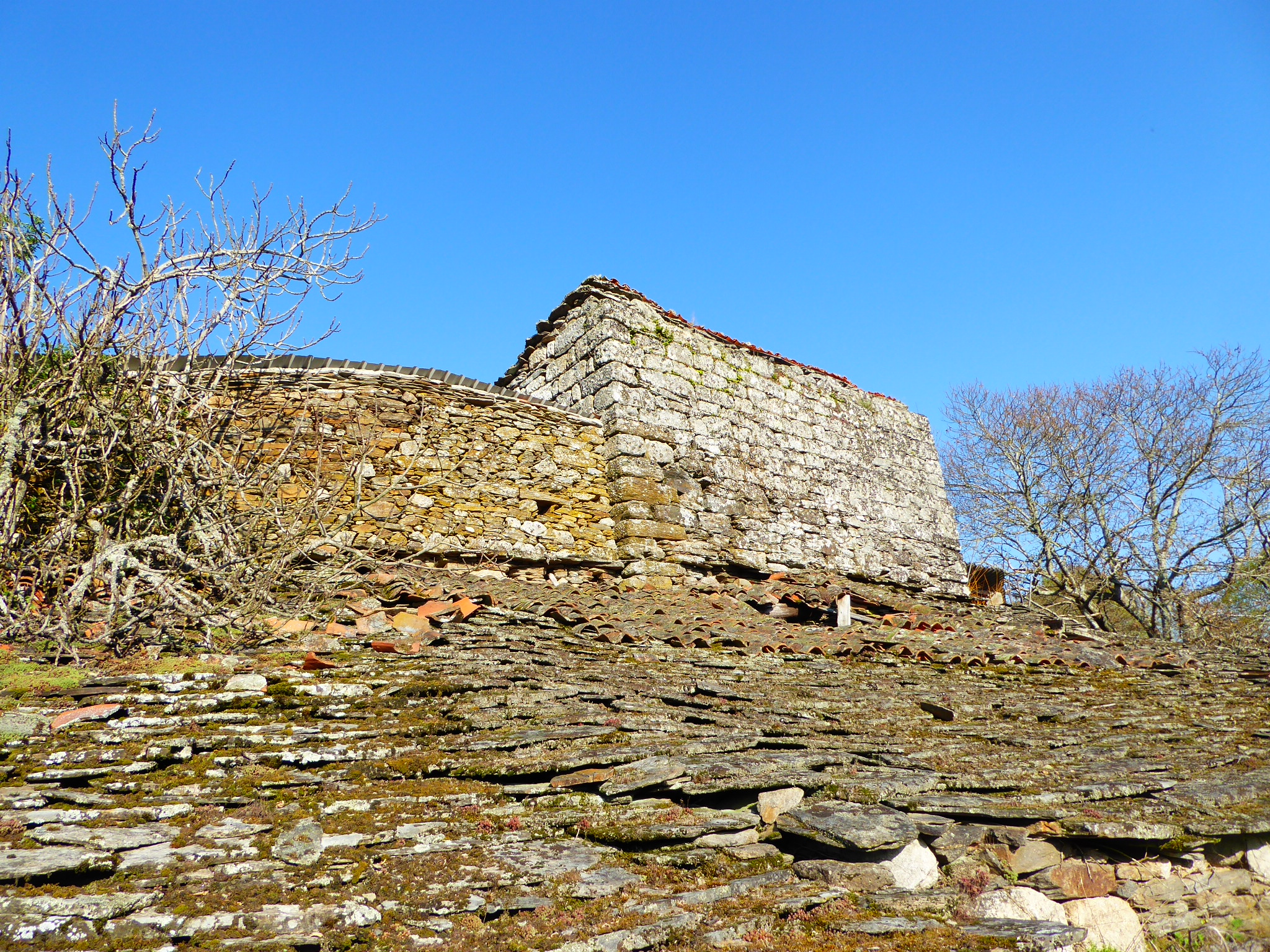
Imagen actual de la Torre de Marce / C.D. Díaz

La Torre de Marce es una fortificación medieval situada en el lugar de Marce en la parroquia de Vilar de Ortelle en el ayuntamiento de Pantón, situado en la provincia de Lugo en la comarca de Tierra de Lemos, en Galicia, España.

## Historia
Los vecinos de Marce recuerdan que era parte de un castillo, Castillo de Marce tan alto que por las mañanas su sombra llegaba al otro lado del Río Miño y hacía sombra a la iglesia de Chouzán. También recuerdan que junto con la aldea pertenecía al Conde de Lemos y que era de mucha importancia por encontrarse en una zona de alto valor estratégico para a la comarca.
Aparece mencionado en 1158 con el nombre de Castelo do Miño. El nombre de Castillo de Marce aparece en una escritura en la que el rey Fernando II confirma en 1164, como donación de sus progenitores a la iglesia de Lugo. En el año 1480 era su dueño Lopo Alfonso de Marceo.
Castellá y Ferrer en su obra de 1610 “Historia del Glorioso Apóstol Santiago”, ubica a la fortificación como perteneciente a Lope Alonso López y a su hijo Alonso López que mantuvieron rivalidades con don Pedro Garza de Castillón y con el duque de Arjona don Fadrique de Castro. Comenta Castellá que ha visto el castillo el cual constaba de una torre, un palacio desmantelado, un foso y parapetos de tierra.

## Características
Los restos de la antigua fortificación se sitúan en el extremo sudeste del lugar de Marce, sobre un terreno de pronunciada pendiente.
Lo que se conserva de la torre se encuentra entre construcciones más recientes. Se trata de una construcción de planta cuadrada de 7,5 metros de lado y 7 metros de altura en su parte más alta y 4 metros en su parte más baja. Cubierta por un tejado a una sola agua.
Se divide en dos plantas separadas por un pavimento de madera. Y la planta más baja se encuentra semi-enterrada en el terreno. Está construida con piedra de granito muy tosca y sus paredes tienen 120 centímetros de espesor.
En la actualidad tres de sus lados están rodeados por construcciones modernas de piedra.